# Зенитна картечница
Зенитна картечница е картечница с кръгов обстрел и много голям ъгъл на възвишение (ъгъл на насочване по вертикала), предназначена за борба с авиацията на противника. Като зенитни – танкови, бронетранспортьорни, казематни и корабни картечници обикновено се използват пехотните картечници, с определени видоизменения с оглед особеностите на монтажа и експлоатацията на съответните обекти.
- Четирицевна зенитна картечна установка образец 1931 г.

- Зенитчици на брониран влак водят огън по самолети на противника от трицевна 7,62 mm авиационна картечница ПВ-1. Западния фронт, ноември 1941 г.
- Четворка картечници 50 калибър M45 за противовъздушната отбрана, монтирани на прицеп М20 (производство на САЩ). Експонат на музея за военна техника в град Дикирх, Люксембург
- НСВ 12,7 mm на установката 6У6 в положение за зенитна стрелба
- Зенитна картечница ЗПУ-4 на база на КПВ
- Зенитна установка с картечницата ДШКМ при максимален ъгъл на възвишение.